# 廣州市道路列表
本表列出了广东省广州市的主要道路。

## 横向

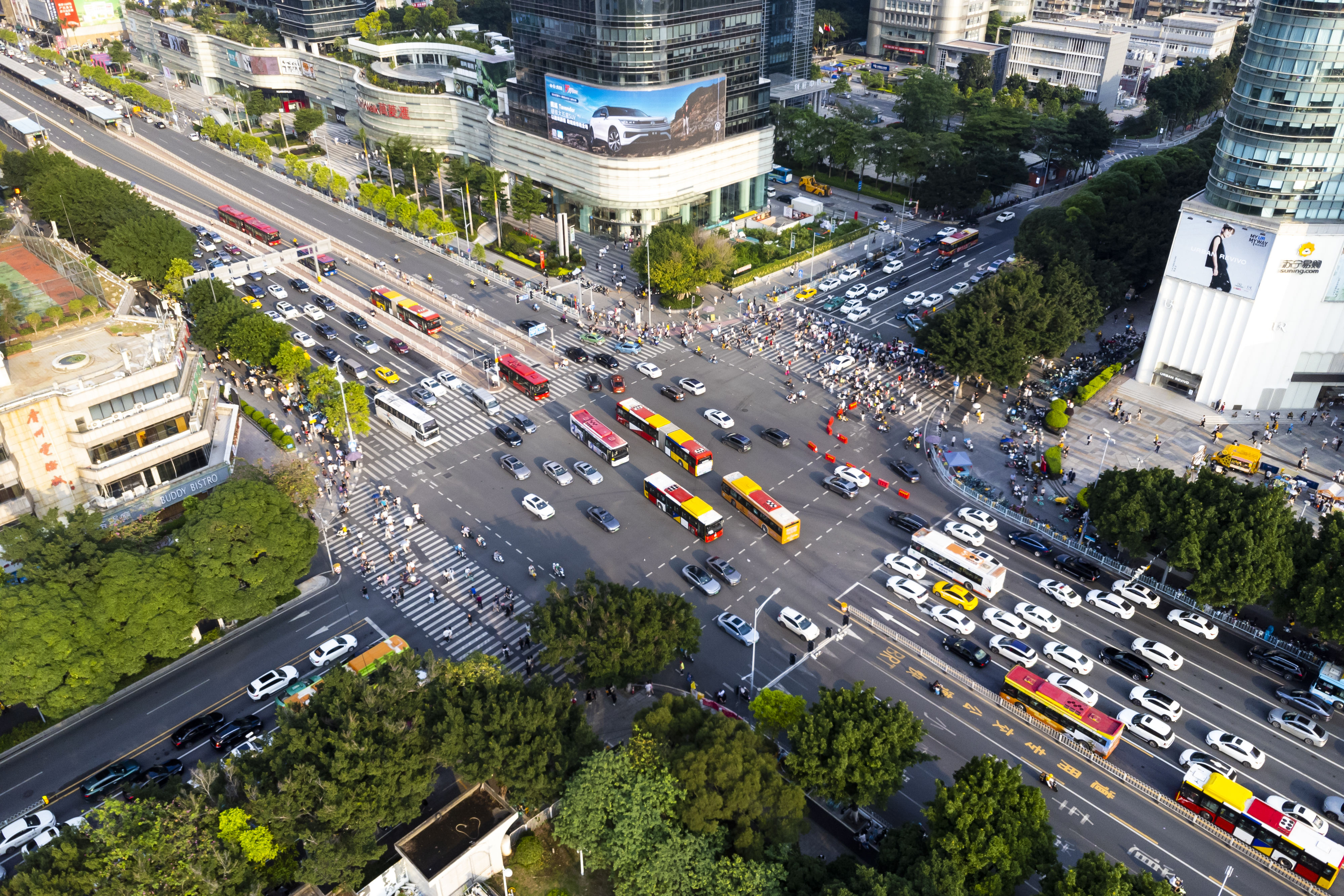
天河路体育东路口

廣園路、環市路、天河路、中山大道、東風路、中山路、黄埔大道、鶴洞路、昌崗路、新港路、广佛路、龍溪大道

## 縱向
雲城西路、廣園路、康王路、康王北隧道*、鎮安路、洪德路、工業大道、人民路、機場路、解放路、起義路、江南大道、白雲大道、下塘西路、童心路、小北路、倉邊路、農林下路、東華北路、東湖路、東曉路、廣州大道、科韵路、芳村大道、花地大道

## 其它主要道路
黃石路、增槎路、南岸路、黃沙大道、六二三路、沿江路、雙橋路、西灣路、西槎路、荔灣路、三元里大道、先烈路、禺東西路、燕嶺路、天河北路 、濱江路、寶崗大道、南洲路

## 高架路
人民路高架、東濠涌高架、東曉南高架

## 環路
內環路、環城高速、繞城高速（北二環、西二環、東二環、南二環）、北三環

## 高速、快速路
廣佛高速、京珠高速（廣韶高速、廣珠北線）、廣清高速、機場高速、廣深高速、華南快線、廣園快線、南沙港快線、新光快速、廣珠西線、街北高速、廣樂高速、廣惠高速、廣深沿江高速、廣河高速、廣明高速*、平南高速*、東新高速*、莞深高速

## 国道
105国道、 106国道、 107国道（廣深公路）、 321国道、 324国道（廣汕公路）